# Luis Enríquez de Guzmán

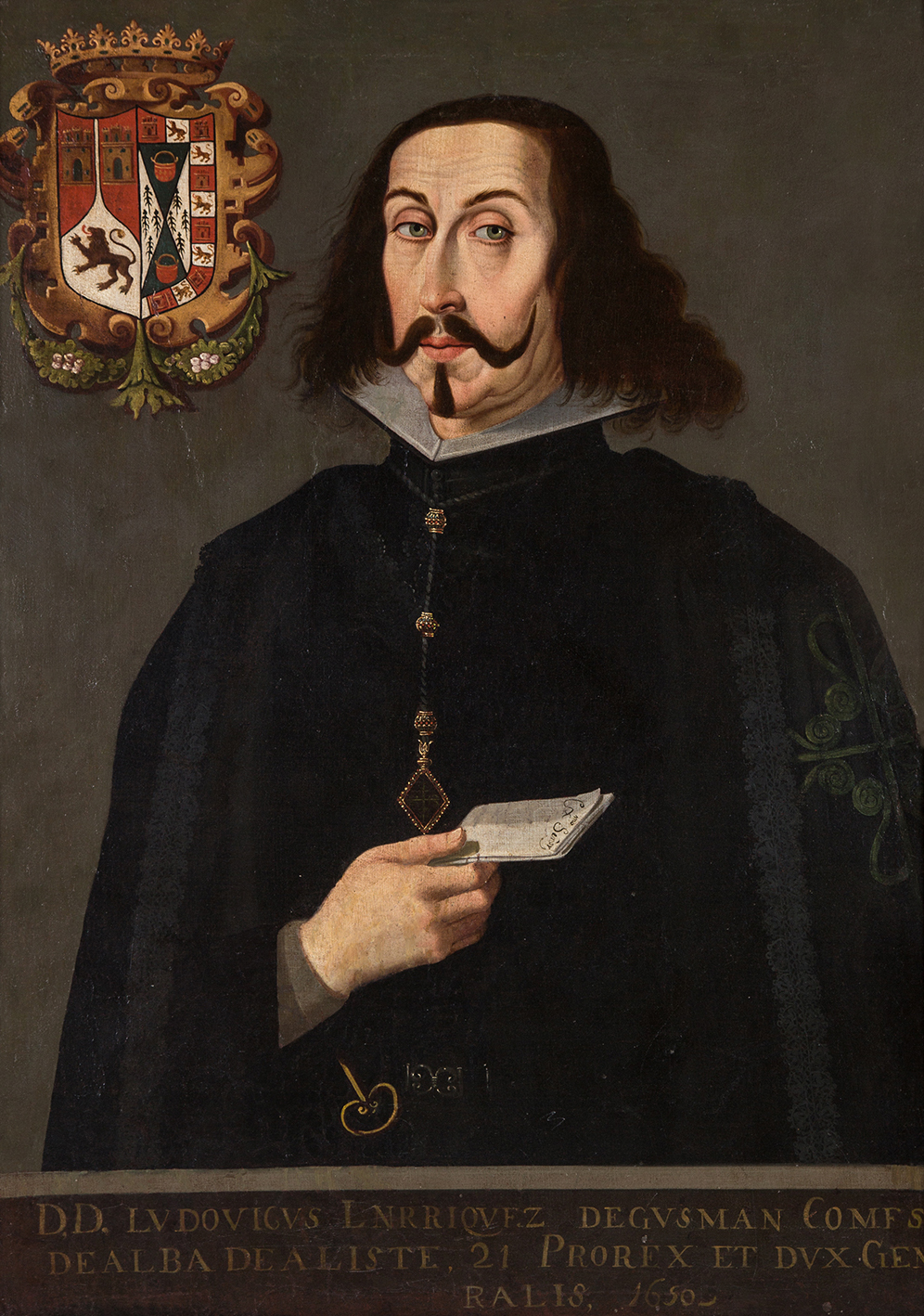
Luis Enríquez Guzmán, Graf von Alba de Liste

Luis Enríquez de Guzmán, auch: Henríquez, conde de Alba de Liste, (* um 1600 in Spanien; † nach 1661 in Spanien) war ein spanischer Offizier und Kolonialverwalter, der als Vizekönig von Neuspanien und als Vizekönig von Peru amtierte. Er war der erste spanische Grande in Peru.

## Leben

### Herkunft und Karriere in Europa
Enríquez Guzmán war der neunte Graf von Alba. Er entstammte einer Familie aus dem spanischen Hochadel, aus einer Linie des Hauses Aragón. Guzmán war Kammerherr des spanischen Königs und wurde in den Orden von Calatrava aufgenommen. In Spanien amtierte er als Verwalter und Leiter der Exekutive (alcalde bzw. alguacil mayor) der Städte Zamora und Sacas.

### Amtszeit als Vizekönig von Neuspanien
König Philipp IV. ernannte ihn 1648 zum Vizekönig von Neuspanien. Er segelte nach Mexiko und erreichte Mexiko-Stadt, wo er im Juli 1650 sein Amt antrat.
Bemerkenswert an seiner Amtszeit war eine umfassende Reform der Steuerverwaltung. Guzmán entzog den Kolonialbeamten vor Ort das Recht, Steuern und Abgaben in eigener Verantwortung einzutreiben, sondern betraute zwei Tribunale mit der Aufgabe, die Steuereinnahmen zu überwachen. Prompt stiegen die Einnahmen erheblich, und es floss deutlich mehr Geld aus Neuspanien nach Europa, wo der spanische Hof mit erheblichen Geldsorgen zu kämpfen hatte.
In Guzmáns Amtszeit fiel auch der eskalierende Streit zwischen dem Bischof von Puebla (und interimistischen Vorgänger im Amte des Vizekönigs), Juan de Palafox y Mendoza und den Jesuiten, der in der Abberufung und Versetzung Palafox’ nach Europa endete. Ebenfalls zu jener Zeit erhoben sich die Tarahumara-Indianer in der Gegend um Chihuahua. Guzmán ließ die Revolte mit Militärgewalt niederschlagen und die Aufständischen aufhängen.
In Yucatán versuchten die indigenen Völker, die Spanier zu vertreiben, indem sie ihr Saatgut versteckten und den Anbau von Getreide verweigerten.

### Amtszeit als Vizekönig von Peru
1653 wurde Guzmán zum Vizekönig von Peru berufen. Der Seeweg zwischen Mittel- und Südamerika war aber in jenen Jahren wegen des Krieges der Spanier mit England durch englische Freibeuter unsicher geworden. Daher konnte der Vizekönig erst 1655 nach Peru gelangen. Er trat sein Amt in Lima im Februar 1655 an und amtierte bis zum Ende des Jahres 1661.
In Guzmáns Amtszeit fielen einige Naturkatastrophen: Am 13. November 1655 zerstörte ein schweres Erdbeben weite Teile Limas. Am 15. März 1657 traf ein weiteres Erdbeben Chile, das zum Vizekönigreich zählte. Der Ausbruch des Vulkans Pichincha am 12. Oktober 1660 forderte ebenfalls viele Opfer. Unter der Amtszeit Guzmáns wurde in Peru die Marineakademie und das Heilig-Geist-Hospital in Lima gegründet.
Aufgrund der Münzknappheit, die zu seiner Zeit in Peru herrschte, ließ Guzmán die Münze von Lima wiedereröffnen, die fast hundert Jahre geschlossen war. Von Dezember 1658 wurden dort – ohne königliche Genehmigung – Münzen gepresst, die noch heute als Estrellas de Lima (Sterne von Lima) hohen Seltenheitswert unter Sammlern genießen.
Nachdem er das Amt des Vizekönigs an seinen Nachfolger übergeben hatte, kehrte er nach Europa zurück. Sein erstgeborener Sohn Manuel erbte den Grafentitel; er war als Diplomat im spanischen Dienst tätig und hatte wesentlichen Anteil am Friedensvertrag mit Frankreich von 1659 (Pyrenäenfriede) und der Hochzeit des französischen Königs Ludwig XIV. mit der spanischen Infantin Maria Theresia. Seine weiteren Söhne Juan und Enrique bekleideten hohe Offiziersposten bei der spanischen Marine.